# Daorsi
Daorsi ili Daversi su ilirsko pleme koje je živjelo u istočnom donjem porječju Neretve, na području današnje Hercegovine od 300. do 50. godine prije Krista. 
Rano su potpali pod snažan kulturni utjecaj Grka, koji su vjerojatno već u VIII. st. pr. Kr. Neretvom prevozili robu u unutrašnjost zapadnoga Balkana.
Glavni im je grad bio u velikom utvrđenom naselju kod mjesta Ošanjići u blizini Stoca po imenu Daorson ili Daorsoi, Daorsum (grčki: ΔΑΟΡΣΩΝ), osnovan u 4. stoljeću pr. Kr. na području naseljenom još u brončano doba. 
U Daorsonu su iskopani megalitski bedemi, javne zgrade, trg, hram, cisterna, radionice za izradbu metalnih predmeta. Veličina i očuvanost ovog grada navode na zaključak da je pleme bilo prosperitetno i u dobrim odnosima sa susjedima pošto nisu uočeni tragovi razaranja, kao na sličnim mjestima. Pošto su imali bliske odnose s Grcima i stalne trgovačke veze s njima, preuzeli su grčki jezik i pismo i postupno se helenizirali.
Godine 167. pr. Kr. priznali su vrhovnu rimsku vlast, a u ilirsko-rimskim ratovima bili su na strani Rimljana, zbog čega su dugotrajno bili u neprijateljskim odnosima sa susjednim ilirskim plemenima.
Sačuvali su i u rimsko doba svoje običaje i lokalna božanstva.

Na Gradini u Ošanjićima su dosad dokumenitrana 52 primjerka grčkog i grčko-ilirskog novca (33 s likom kralja Ballaiosa iz 168. god. pr. Kr., te 4 primjerka daorskog novca s prikazom portreta mladolikog vladara s kausijom i lađom na reversu s natpisom ΔΑΟΡΣΩΝ). 

Nakon propasti Ilirskog Kraljevstva daorski novac je simbolizirao njihov suverenitet i nezavisnost, ali i potvrdu da su imali razvijen obrt, kulturu i trgovinu s drugim narodima.

## Vanjske poveznice
- Novac Daorsa (Hercegovački arheološki portal, objavljeno 28. studenog 2013., pristupljeno 16. veljače 2014.)